# Бурилін Андрій Іванович
Андрій Іванович Бурилін (1906, село Спас Калузького повіту  Калузької губернії, тепер Калузької області, Російської Федерації — розстріляний 28 жовтня 1950, місто Москва, тепер Російська Федерація) — радянський державний діяч, голова Калузького облвиконкому.

## Життєпис
Народився в селянській родині. Закінчив Ленінградський комунальний інститут.
У 1929 році, ще навчаючись в інституті, почав працювати в Ленінградському міському відділі комунального господарства.
Член ВКП(б) з 1930 року.
З 1941 року служив у Червоній армії: старший помічник начальника відділу забезпечення та планування автоперевезень, начальник 2-го відділу штабу тилу Ленінградського фронту. Учасник німецько-радянської війни.
У 1944—1947 роках — заступник голови виконавчого комітету Ленінградської обласної ради депутатів трудящих — голова Ленінградської обласної планової комісії.
3 жовтня 1947 — січень 1949 року — голова виконавчого комітету Калузької обласної ради депутатів трудящих.
У січні — листопаді 1949 року — заступник голови виконавчого комітету Ленінградської обласної ради депутатів трудящих — голова Ленінградської обласної планової комісії.
У листопаді 1949 року — завідувач відділу «Ленвидаву».
15 листопада 1949 року заарештований у «Ленінградській справі». Розстріляний 28 жовтня 1950 року, похований на Донському цвинтарі Москви.
Посмертно реабілітований 14 травня 1954 року.

## Нагороди і звання
- орден Червоного Прапора
- орден Вітчизняної війни ІІ ст.
- медалі